# Руй Жорже
Руй Жорже (порт. Rui Jorge, нар. 27 березня 1973, Віла-Нова-ді-Гайя) — португальський футболіст, що грав на позиції захисника. По завершенні ігрової кар'єри — футбольний тренер. Наразі очолює тренерський штаб молодіжної збірної Португалії.
Виступав, зокрема, за клуби «Порту» та «Спортінг», а також національну збірну Португалії.
Семиразовий чемпіон Португалії. Чотириразовий володар Кубка Португалії. Шестиразовий володар Суперкубка Португалії.

## Клубна кар'єра
Народився 27 березня 1973 року в місті Віла-Нова-ді-Гайя. Вихованець футбольної школи клубу «Порту». Не пробившись до основної команди, протягом сезону 1991/92 років захищав на правах оренди кольори «Ріу-Аве» з Сегунди Ліги.
Влітку 1992 року повернувся до «Порту». Дебютував у Португальській лізі 14 лютого 1993 року, вийшовши на заміну на 83 хвилині у матчі проти «Тірсенсе». Обидва свої голи в складі «Порту» Жорже забив в одній грі сезону 1995/96 у матчі 12-го туру проти «Марітіму». Захисник оформив дубль у тій грі і допоміг своїй команді здобути перемогу з рахунком 6:0.. Всього відіграв за клуб з Порту шість сезонів своєї ігрової кар'єри. За цей час п'ять разів виборював титул чемпіона Португалії, двічі став володарем національного кубка і п'ять разів Суперкубка Португалії.
Влітку 1998 року уклав контракт зі столичним «Спортінгом», у складі якого провів наступні сім років своєї кар'єри гравця. Перший гол за нову команду Жорже забив у 15-турі чемпіонату у матчі проти «Браги». Більшість часу, проведеного у складі «Спортінга», був основним гравцем захисту команди. За цей час додав до переліку своїх трофеїв ще по два титули чемпіона Португалії та володаря Суперкубка Португалії, а також одного разу виграв Кубок Португалії.
Завершив професійну ігрову кар'єру у клубі «Белененсеш», за команду якого виступав протягом сезону 2005/06 років.

## Виступи за збірну
У 1993–1994 роках виступав за молодіжну збірну Португалії. У 1996 році у складі олімпійської збірної Руй Жорже допомагає португальцям зайняти четверте місце на Олімпійських іграх у Атланті.
20 квітня 1994 року дебютував в офіційних матчах у складі національної збірної Португалії в товариській грі проти збірної Норвегії. 
У складі збірної був учасником чемпіонату Європи 2000 року у Бельгії та Нідерландах, на якому команда здобула бронзові нагороди, чемпіонату світу 2002 року в Японії і Південній Кореї, а також чемпіонату Європи 2004 року у Португалії, де разом з командою здобув «срібло».
Протягом кар'єри у національній команді, яка тривала 11 років, провів у формі головної команди країни 45 матчів, забивши 1 гол.

## Кар'єра тренера
Після закінчення ігрової кар'єри Руй Жорже працював з молодіжним складом «Белененсеша». У травні 2009 року після звільнення Джеймі Пачеко Жорже став головним тренером «Белененсіша» на останні дві гри чемпіонату, а по закінченні турніру повернувся в молодіжну команду.
19 листопада 2010 року Руй Жорже був призначений головним тренером молодіжної збірної Португалії до 21 року. Під його керівництвом португальська збірна стала фіналістом молодіжного Євро-2015.

## Титули і досягнення
- Чемпіон Португалії (7):

«Порту»: 1992–93, 1994–95, 1995–96, 1996–97, 1997–98
«Спортінг»: 1999–00, 2001–02
- Володар Кубка Португалії (3):

«Порту»: 1993–94, 1997–98
«Спортінг»: 2001–02
- Володар Суперкубка Португалії (6):

«Порту»: 1990, 1993, 1994, 1996
«Спортінг»: 2000, 2002
- Віце-чемпіон Європи: 2004